# Bukatynka
Bukatynka (ukr. Букатинка) – wieś na Ukrainie, w obwodzie winnickim, w rejonie czerniweckim, nad Murafą. W 2001 roku liczyła 440 mieszkańców.